# 고선영
고선영(1992년 8월 13일 ~ )은 대한민국 아나운서다.

## 경력
- 2020년 1월 KBS 대구방송총국에서 육아휴직 대체 근무를 하였고, 2022년 2월 초반부터 MBN에서 근무하고 있다.

## 방송 진행
- MBN 재난대비센터 (2022년 3월 14일 ~ 현재)
- 전국 네트워크 (2022년 3월 21일 ~ 2023년 2월 21일)
- 스포츠 야 (2022년 3월 31일 ~ 2023년 4월 6일)
- 굿모닝 MBN (2023년 2월 22일 ~ 2024년 2월 9일/2025년 4월 1일 ~ 현직)

## 경력
- 2017년: 한국낚시방송 Fishing TV 아나운서
- 2018년: 충청남도교육청 아나운서
- 2019년 4월~2019년 12월: 우리은행 사내 아나운서
- 2020년~2022년 KBS 대구방송총국 육아휴직 대체 공채 아나운서 입사
- 2022년~ MBN 아나운서